# A Flag of Two Wars
A Flag of Two Wars è un cortometraggio muto del 1913 diretto da Fred Huntley. Prodotto dalla Selig Polyscope Company, aveva come interpreti Herbert Rawlinson, William Scott, James Robert Chandler, William Hutchinson, Eugenie Besserer.

## Produzione
Il film fu prodotto dalla Selig Polyscope Company.

## Distribuzione
Distribuito dalla General Film Company, il film - un cortometraggio in una bobina - uscì nelle sale cinematografiche statunitensi il 3 giugno 1913.